# 퍼서비어런스산
퍼서비어런스산(Perseverance Mountain)은 캐나다 브리티시컬럼비아주와 앨버타주 경계에 위치한 산이다.